# Faktor urychlující rozpad
Faktor urychlující rozpad (DAF neboli "Decay-accelerating factor") je membránový protein, který hraje roli v přirozené imunitě. Negativně reguluje C3 a C5 konvertasu klasické i alternativní cesty. DAF chrání hostitelské buňky před poškozením autologně aktivovaným komplementem. DAF způsobí disociaci katalytických podjednotek konvertas - C2a (v případě klasické konvertasy) a Bb (v případě konvertasy alternativní dráhy) - a zprostředkovává jejich disociaci od C4b či C3b fragmentu.  U lidí je gen pro DAF lokalizován na dlouhém raménku 1. chromozómu. 